# 越北毛蕨
越北毛蕨（学名：Cyclosorus proximus）为金星蕨科毛蕨属下的一个种。